# میلاد احمدی (بازیکن فوتبال)
میلاد احمدی (فارسی: میلاد احمدی؛ زادهٔ ۱۸ سپتامبر ۱۹۹۶) بازیکن فوتبال است.